# Hugo Fischer (Philosoph)
Ernst Hugo Fischer (* 17. Oktober 1897 in Halle an der Saale; † 11. Mai 1975 in Ohlstadt) war ein deutscher Philosoph und Soziologe.

## Leben
Fischer schied 1917 aufgrund von Verschüttungsfolgen als dauerhaft untauglich aus dem Militärdienst (Erster Weltkrieg) aus und studierte ab 1918 Philosophie, Geschichte, Psychologie und Indologie an der Universität Leipzig, wurde dort 1921 zum Dr. phil. promoviert. 1925 habilitierte er sich ebendort für Philosophie. Zwischen Promotion und Habilitation hatte er lange Reisen nach Indien (1921) und Spanien (1923) unternommen.
Fischer war von 1925 bis 1938 Privatdozent und kurz apl. Professor für Philosophie an der Universität Leipzig. Wissenschaftlich wird er der strukturgenetischen Leipziger Schule der Kultursoziologie um Hans Freyer und Arnold Gehlen zugeordnet. Politisch gehörte er zum nationalrevolutionären Zirkel um Ernst Jünger. Auch zu Ernst Niekisch bestanden Verbindungen.
Er emigrierte 1938 nach Norwegen und später weiter nach Großbritannien. In Oslo war er Direktor der Forschungsabteilung des Institutt for Samfunnsforsking og Arbeidslære unter Ewald Bosse, in Großbritannien lebte er als Privatgelehrter und reiste erneut mehrfach nach Indien. 1949 lehrte er als Gastprofessor westliche Philosophie an der Universität Benares. Nach seiner Rückkehr nach Deutschland erhielt er 1956 eine außerplanmäßige Professur für Philosophie der Zivilisation an der Universität München. Fischer befasste sich nach seiner Emigration mit der Soziologie und Phänomenologie von Großstadt und Film.

## Schriften (Auswahl)
- Nietzsche Apostata oder die Philosophie des Ärgernisses. Erfurt 1931.
- Karl Marx und sein Verhältnis zu Staat und Wirtschaft. Jena 1932.
- Die Aktualität Plotins. Über die Konvergenz von Wissenschaft und Metaphysik. München 1956.
- Die Geburt der Hochkultur in Ägypten und Mesopotamien. Der primäre Entwurf des menschlichen Dramas. Klett, Stuttgart 1960.
  - Ungekürzte Neuauflage, Ullstein, Frankfurt am Main / Berlin / Wien 1981, ISBN 3-548-39017-X.
- Theorie der Kultur. Das kulturelle Kraftfeld. Seewald, Stuttgart 1965.
- Die Geburt der westlichen Zivilisation aus dem Geist des romanischen Mönchtums. Kösel, München 1969.
- Vernunft und Zivilisation, die Antipolitik. Seewald, Stuttgart 1971.
- Lenin. Der Machiavell des Ostens. [Hanseatische Verlagsanstalt, 1933, nicht erschienen, makuliert]
  - Neuauflage, herausgegeben von Steffen Dietzsch, Manfred Neuhaus bei Matthes & Seitz, Berlin 2018, ISBN 978-3-95757-469-5.[5][6]